# Cantó de Vilanava d'Ornon
El cantó de Vilanava d'Ornon és un cantó francès del departament de la Gironda, situat al districte de Bordeus. Compta amb el municipi de Vilanava d'Ornon.

## Història
| Data d'elecció                           | Identitat       | Partit | Qualitat |
| ---------------------------------------- | --------------- | ------ | -------- |
| 1974-1989                                | Claude Barande  | PS     |          |
| 1989-2001                                | Silvère Dutil   | PS     |          |
| 2001-2008                                | Nicolas Florian | RPR    |          |
| 2008-                                    | Martine Jardiné | PS     |          |
| les dades anteriors no són pas conegudes |                 |        |          |
|                                          |                 |        |          |

## Demografia
| 1962   | 1968   | 1975   | 1982   | 1990   | 1999   | 2006   |
| ------ | ------ | ------ | ------ | ------ | ------ | ------ |
| 13.401 | 21.263 | 22.975 | 21.073 | 25.609 | 27.500 | 29.958 |